# John Hay (12e comte d'Erroll)
Pour les articles homonymes, voir John Hay.
John Hay, 12e comte d'Erroll (mort le 30 décembre 1704) est un noble écossais et Lord High Constable d'Écosse. Il est Lord of Slains, mais il est auparavant connu sous le nom de John Hay of Kellour.

## Mariage et descendance
Hay est le fils de Andrew Hay de Killour et de sa femme Margaret, qui est la sœur de Lord Kinnaird qui est un royaliste, soutenant les revendications de Charles II. Il a une sœur cadette, Jean.
Il devient le 12e comte d'Erroll et le 16e Lord High Constable d'Écosse en 1674 après la mort du 11e comte, Gilbert Hay, sans descendance. Avant cet héritage, il est connu sous le nom de John Hay de Kelour.
Il épouse Anne Drummond (b. janvier 1656) et leur contrat de mariage est daté du 1er octobre 1674. Elle est la fille de James Drummond, 3e comte de Perth et la sœur des ducs jacobites, James Drummond et John Drummond.
Le couple a cinq enfants : trois fils, Charles, James et Thomas ; et deux filles, Mary Hay (14e comtesse d'Erroll) et Margaret. Margaret épouse James Livingston (5e comte de Linlithgow).

## Biographie
Hay devient bourgeois de Perth et d'Aberdeen à partir d'octobre 1672 et est le shérif principal d'Aberdeen à partir de début mai 1685. Le comte soutient la maison des Stuart et, comme son beau-frère, James Drummond, est lord chancelier et chef du gouvernement écossais au moment de la Révolution de 1688, le comte et sa femme prêtent une grande attention aux événements. Cependant, le comte est décrit comme agissant avec « une modération et un jugement singuliers » .
Il est également chancelier du King's College d'Aberdeen à partir de février 1700.
Le château de Slains est la résidence principale de la famille.
Le 12e comte d'Erroll meurt le 30 décembre 1704. Son fils, Charles, hérite du domaine le 24 avril 1705. Charles, 13e comte, prend son siège au Parlement fin juin 1705 mais est prisonnier au château d'Édimbourg à partir de 1708 ; il meurt à l'âge de 40 ans le 16 octobre 1717. Comme il est célibataire et sans descendance, le titre revient à sa sœur, Mary, qui devient Mary Hay, 14e comtesse d'Erroll.